# S Tennis Masters Challenger 1997
Il S Tennis Masters Challenger 1997 è stato un torneo di tennis facente parte della categoria ATP Challenger Series nell'ambito dell'ATP Challenger Series 1997. Il torneo si è giocato a Graz in Austria dall'11 al 17 agosto 1997 su campi in terra.

## Vincitori

### Singolare
Radomír Vašek ha battuto in finale  Albert Portas con il punteggio di 6–1, 6–3

### Doppio
Lucas Arnold Ker /  Tom Vanhoudt hanno battuto in finale  Alberto Martín /  Albert Portas con il punteggio di 6–1, 6–2